# Regente Feijó
Regente Feijó este un oraș în São Paulo (SP), Brazilia.